# Schlacht von Kynoskephalai
Die  Schlacht von Kynoskephala fand bei der Bergkette Kynoskephalai (altgriechisch „Hundeköpfe“) in Thessalien nahe der Stadt Theben statt; sie war die entscheidende Schlacht des Zweiten Makedonisch-Römischen Krieges. Ende Mai oder Anfang Juni 197 v. Chr. trafen hier die Truppen Philipps V. von Makedonien und des römischen Feldherrn Titus Quinctius Flamininus aufeinander. Auf Seiten des ca. 32.000 Mann starken römischen Heeres kämpften auch bedeutende griechische Kontingente. Die makedonische Phalanx erlitt eine vernichtende Niederlage, die Philipp zu einem Friedensschluss mit Rom und seinen Verbündeten zwang. Dies bedeutete das Ende der seit 337 v. Chr. bestehenden makedonischen Hegemonie über Griechenland. Auf den Isthmischen Spielen 196 v. Chr. wurden die griechischen Poleis von Flamininus für frei und unabhängig erklärt.
Die Schlacht bei Kynoskephalai stellt damit eine Zäsur in der griechischen Geschichte dar, da hier der Grundstein für die (anfangs nur indirekte) Herrschaft der Römer im Ägäisraum gelegt wurde, während zugleich die Macht des Diadochen-Staates Makedonien und der antigonidischen Monarchie schwer erschüttert wurde. Während der Friedensverhandlungen widersetzte sich Flamininus den Forderungen seiner griechischen Verbündeten, insbesondere des Aitolischen Bundes, nach einer Vernichtung der makedonischen Monarchie, da diese mit dem Schutz vor illyrischen und thrakischen Eindringlingen eine unersetzliche Funktion für die Stabilität von Hellas erfülle. Erst drei Jahrzehnte später zerschlug Rom die antigonidische Monarchie dann doch.